# Maquilixhuatla
Maquilixhuatla är en ort i Mexiko.   Den ligger i kommunen Coscomatepec och delstaten Veracruz, i den sydöstra delen av landet, 220 km öster om huvudstaden Mexico City. Maquilixhuatla ligger 1 981 meter över havet och antalet invånare är 148.
Terrängen runt Maquilixhuatla är huvudsakligen kuperad, men västerut är den bergig. Terrängen runt Maquilixhuatla sluttar österut. Runt Maquilixhuatla är det ganska tätbefolkat, med 155 invånare per kvadratkilometer. Närmaste större samhälle är Huatusco de Chicuellar, 18,1 km nordost om Maquilixhuatla. I omgivningarna runt Maquilixhuatla växer huvudsakligen savannskog.